# Coralliodrilus longiductus
Coralliodrilus longiductus är en ringmaskart som beskrevs av Erséus 1983. Coralliodrilus longiductus ingår i släktet Coralliodrilus och familjen glattmaskar. Inga underarter finns listade i Catalogue of Life.